# 삼산오악
삼산오악(三山五嶽)은 이름난 산을 말하는데, 삼산은 중국 전설에 나오는 봉래산, 방장산, 영주산이고, 중국에서 오악은 동쪽의 태산, 서쪽의 화산, 남쪽의 형산, 북쪽의 항산, 중앙의 숭산(嵩山)을 이른다.

## 삼산
이중 3산은 중국 신화속의 세 산이기도 하고, 한족들의 본래 주거지였던 황하강 유역의 이름난 세 산을 가리키기도 하는데, 봉래산, 방장산, 영주산을 말한다. 사마천은 사기에서 이 세 산이 바다에 있다고도 하였다. 중국에서는 이 산들을 천산, 곤륜산, 백두산이라고 하기도 한다. 한국에서는 삼선산이라고도 부르는데, 이수광은 지봉유설에서 이 산들이 한국에 있다고 했는데, 봉래산은 금강산, 방장산은 지리산, 영주산은 한라산이라고 하였다.

## 오악

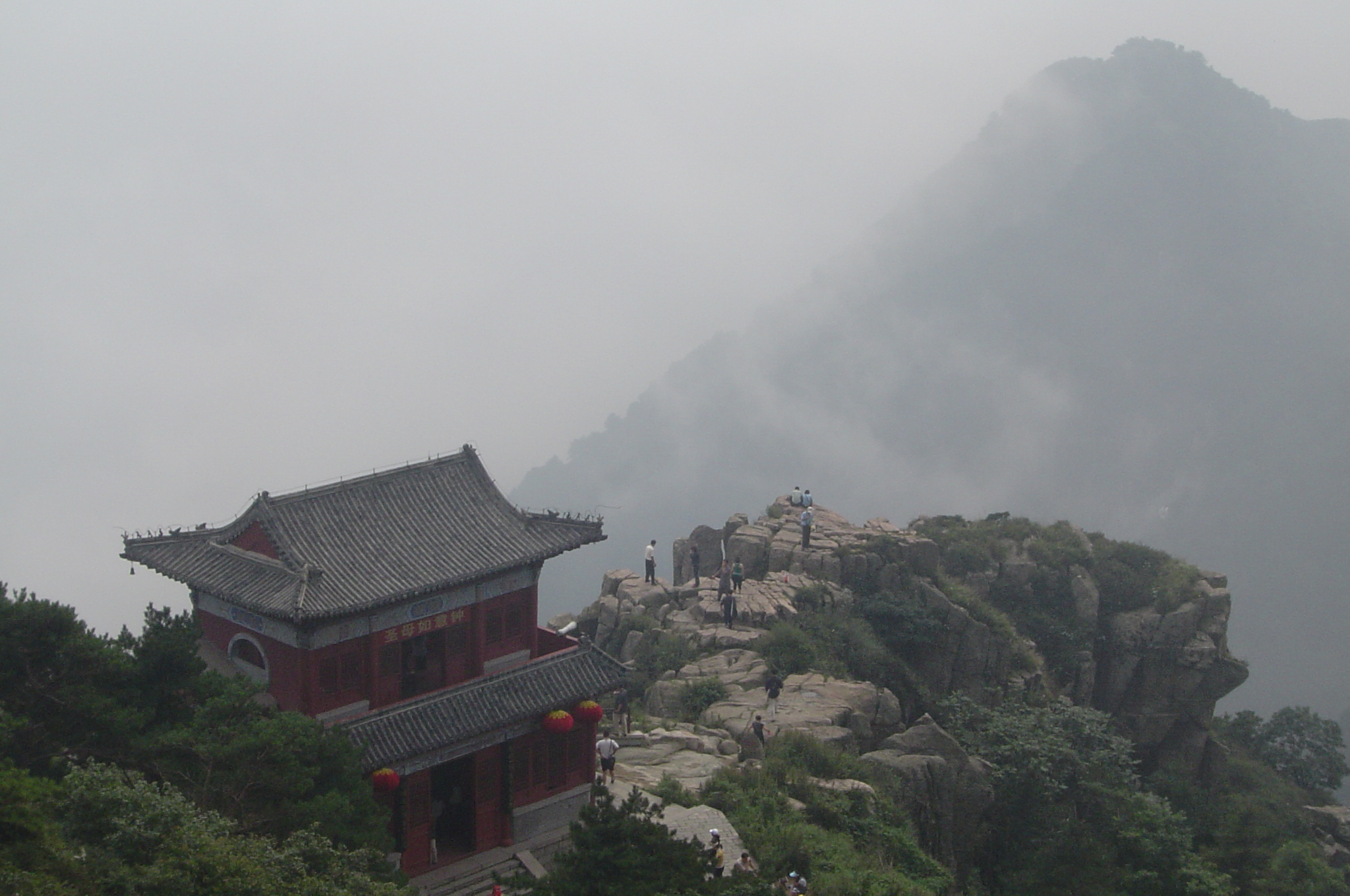
중국의 동악 태산

중국에서 5악은 동쪽의 태산, 서쪽의 화산, 남쪽의 형산, 북쪽의 항산, 중앙의 숭산을 이른다. 한국에서는 동쪽의 금강산, 서쪽의 묘향산, 남쪽의 지리산, 북쪽의 백두산, 중앙의 북한산을 이른다.
신라에서는 토함산을 동악, 금강산을 북악, 함월산을 남악, 선도산을 서악이라고 하였고, 중악을 단석산(斷石山)이라고 하였다.

## 같이 보기
- 동천 (도교)
- 오악 (한국)